# Pasfoto

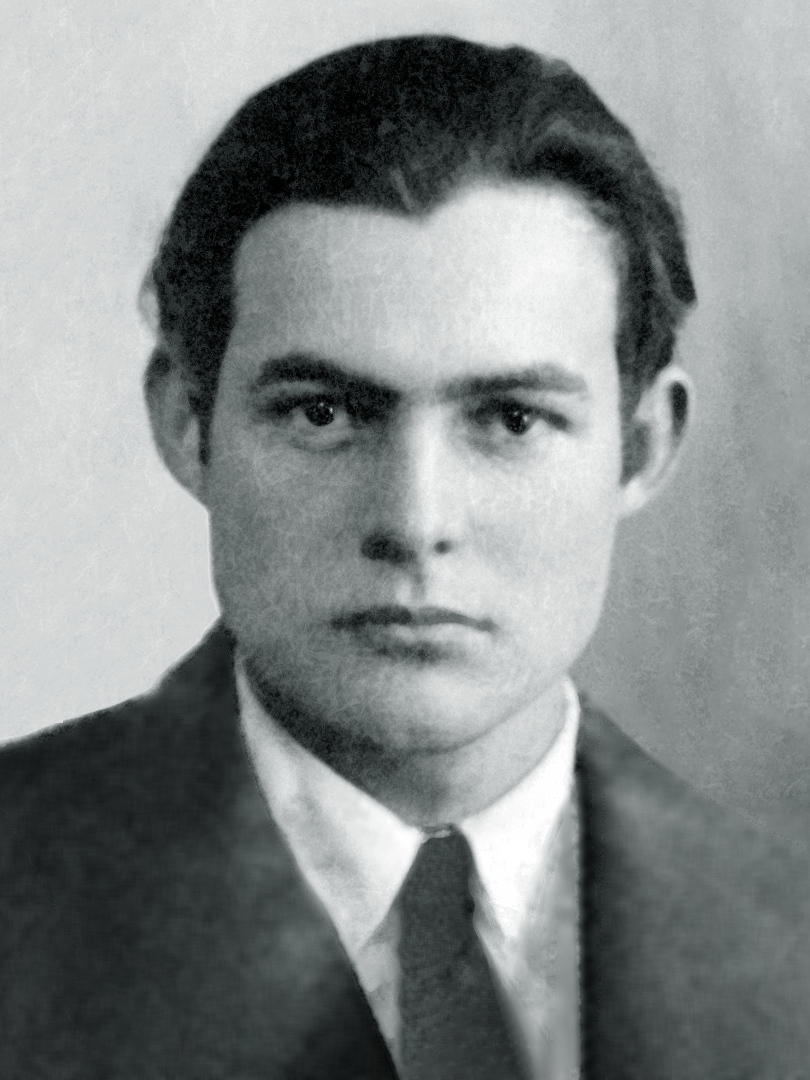
Pasfoto van Ernest Hemingway (1923)

Een pasfoto is een kleinformaat afbeelding van het gezicht, genomen van de voorzijde. De pasfoto treft men aan op paspoorten, rijbewijzen, identiteitskaarten en andere persoonsgebonden documenten die worden gebruikt ter legitimatie en identificatie.

Als digitale maat voor een normale pasfoto wordt vaak een afmeting (in pixels) gehanteerd van 148 bij 184 (staand formaat).

## Nederlands paspoort
Sinds 2006 worden er strenge eisen gesteld aan de pasfoto's voor Nederlandse paspoorten of identiteitskaarten. Bij het aanvragen van een dergelijk document wordt gecontroleerd of de ingediende pasfoto aan deze eisen voldoet. Een pasfoto die niet aan de eisen voldoet wordt afgekeurd. De aanvrager krijgt dan een verzoek om nieuwe pasfoto's te laten maken. Hierop wordt vermeld waarom de foto is afgekeurd. Op vertoon van dit verzoek en de bon kunnen dan kosteloos nieuwe pasfoto's worden gemaakt bij de winkel waar de foto's zijn gemaakt. 